# 黑條寄居蟹
黑條寄居蟹（学名：Pagurus nigrivittatus）为寄居蟹科寄居蟹屬下的一个种。